# Llista d'exoplanetes potencialment habitables
Aquesta és una llista d'exoplanetes potencialment habitables i possibles exoplanetes. La llista es basa en les estimacions d'habitabilitat del catàleg d'exoplanetes habitables i les dades de la NASA Exoplanet Archive. El catàleg d'exoplanetes habitables és mantingut pel Laboratori d'Habitabilitat Planetària de la Universitat de Puerto Rico a Arecibo.
Es creu que l'habitabilitat planetària requereix orbitar a la distància adequada de l'estrella amfitriona perquè estigui present l'aigua superficial líquida, a més de diversos aspectes geofísics i geodinàmics, la densitat atmosfèrica, el tipus de radiació i la intensitat, i l'entorn de plasma de l'estrella amfitriona .

## Possible estat de zona habitable
En astronomia i astrobiologia, la zona d'habitabilitat circumestel·lar (ZHC o, de vegades, "ecosfera", "cinturó d'aigua líquida", "ZH", "zona de vida" o "zona de rínxols d'or") és la regió al voltant d'una estrella on un planeta amb pressió atmosfèrica suficient pot mantenir aigua líquida en la seva superfície.
Un planeta potencialment habitable implica un planeta terrestre dins de la zona d'habitabilitat circumestel·lar i amb condicions aproximadament comparables a les de la Terra (és a dir, un anàleg de la Terra) i, per tant, potencialment favorables a la vida semblant a la Terra. Tanmateix, la qüestió del que fa que un planeta sigui habitable és molt més complex que tenir un planeta situat a la distància adequada de la seva estrella amfitriona perquè l'aigua pugui ser líquida en la seva superfície: diversos aspectes geofísics i geodinàmics, la radiació, i l'entorn del plasma de l'estrella amfitriona pot influir en l'evolució dels planetes i la vida, si va originar.
El novembre de 2013, els astrònoms van informar, segons dades de la missió espacial Kepler, que hi podrien haver uns 40 mil milions de planetes tel·lúrics que orbitarien a les zones habitables d'estrelles similars al Sol i nanes vermelles a la Via Làctia, 111 mil milions dels quals estan orbitant en estrelles semblants al Sol.
Una revisió del 2015 va concloure que els exoplanetes Kepler-62f, Kepler-186f i Kepler-442b eren els millors candidats per ser potencialment habitables. Aquests estan a una distància de 1.200, 490 i 1.120 anys llum de distància, respectivament. D'aquestes, Kepler-186f té una mida similar a la Terra amb una mida de 1,2 del radi de la Terra i es localitza cap a la vora exterior de la zona habitable al voltant de la seva nana vermella.

## Llista del catàleg exoplanetes habitables

### Llista d'exoplanetes a la zona d'habitabilitat conservadora
Aquesta és una llista dels exoplanetes que tenen més probabilitats de tenir una composició rocosa (que d'acord amb la investigació actual requereix un radi de menys de 1,6 R⊕ i una massa inferior a M⊕) i mantenir aigua líquida superficial (és a dir, entre 0,5 i 1,5 R⊕ i entre 0,1 i 5M⊕, i en òrbita dins de la zona habitable conservadora) Tingueu en compte que això no garanteix l'habitabilitat, i que * representa un planeta o un candidat planetari sense confirmar. S'ha inclòs la Terra per a la seva comparació.
| Objecte            | Estrella         | Tipus d'estrella | Massa (M⊕)         | Radi (R⊕)       | Flux (F⊕) | Teq (K)    | Període (dies) | Distància (al) | Ref           |
| ------------------ | ---------------- | ---------------- | ------------------ | --------------- | --------- | ---------- | -------------- | -------------- | ------------- |
| Terra              | Sol              | G2V              | 1.00               | 1.00            | 1.00      | 255        | 365.24         | -              |               |
| Proxima Centauri b | Proxima Centauri | M6Ve             | ≥1.3               | 0.8 – 1.1 – 1.4 | 0.65      | 234        | 11.186         | 4.22           | [ 6 ]         |
| Gliese 667 Cc      | Gliese 667 C     | M3V              | ≥3.8               | 1.1 – 1.5 – 2.0 | 0.88      | 277        | 28.143 ± 0.029 | 23.62          | [ 7 ] [ 8 ]   |
| Kepler-442b        | Kepler-442       | K?V              | 8.2 – 2.3 – 1.0    | 1.34            | 0.70      | 233        | 112.3053       | 1291.6         | [ 8 ]         |
| Kepler-452b        | Kepler-452       | G2V              | 19.8 – 4.7 – 1.9   | 1.50, 1.63      | 1.11      | 265+15 −13 | 384.8          | 1402           | [ 8 ] [ 9 ]   |
| Wolf 1061c         | Wolf 1061        | M3V              | ≥ 4.3              | 1.1 – 1.6 – 2.0 | 0.60      | 223        | 17.9           | 13.8           | [ 8 ]         |
| Kepler-1229b       | Kepler-1229      | M?V              | 9.8 – 2.7 – 1.2    | 1.4             | 0.49      | 213        | 86.8           | 769            | [ 8 ]         |
| Kapteyn b          | Kapteyn          | sdM1             | ≥ 4.8              | 1.2 - 1.6 - 2.1 | 0.43      | 205        | 48.6           | 13             | [ 8 ]         |
| Kepler-62f         | Kepler-62        | K2V              | 10.2 – 2.8 – 1.2   | 1.41            | 0.39      | 244        | 267.291        | 1200           | [ 8 ] [ 10 ]  |
| Kepler-186f        | Kepler-186       | M1V              | 4.7 – 1.5 – 0.6    | 1.17            | 0.29      | 188        | 129.9459       | 561            | [ 8 ]         |
| Luyten b           | Luyten           | M3.5V            | 3.15 - 2.89 - 2.63 |                 | 1.06      | 206-293    | 18.650         | 12.36          | [ 11 ]        |
| TRAPPIST-1d        | TRAPPIST-1       | M8V              | 0.30               | 0.78            | 1.04      | 258        | 4.05           | 39             | [ 12 ] [ 13 ] |
| TRAPPIST-1e        | TRAPPIST-1       | M8V              | 0.77               | 0.91            | 0.67      | 230        | 6.1            | 39             | [ 12 ] [ 13 ] |
| TRAPPIST-1f        | TRAPPIST-1       | M8V              | 0.93               | 1.046           | 0.38      | 200        | 9.2            | 39             | [ 12 ] [ 13 ] |
| TRAPPIST-1g        | TRAPPIST-1       | M8V              | 1.15               | 1.15            | 0.26      | 182        | 12.4           | 39             | [ 12 ] [ 13 ] |
| LHS 1140 b         | LHS 1140         | M?V              | 6.6                | 1.43            | 0.46      | 230        | 25             | 40             | [ 14 ]        |
| Kepler-1638b       | Kepler-1638b     | G4V              | 45 – 6 – 1         | 1.60            | 1.17      | 304        | 259.365        | 2491.83        | [ 15 ]        |
| Teegarden c        | Teegarden        | M7V              | 1.11               |                 | 0.37      |            | 11.4           | 12.58          | [ 16 ]        |
| Teegarden b*       | Teegarden        | M7V              | 1.05               |                 | 1.15      |            | 4.91           | 12.58          | [ 16 ]        |
| TOI 700 d          | TOI 700          | M2V±1            | 1.72               | 1.19 ± 0.11     |           | 268.8      | 37.4260        | 101.4          | [ 16 ]        |

### Llista d'exoplanetes a la zona d'habitabilitat optimista
Aquesta és una llista dels exoplanetes que tenen menys probabilitat de tenir una composició rocosa o mantenir aigua líquida superficial (és a dir, 0,5 < radi del planeta ≤ 1,5 radis terrestres o 0,1 < massa mínima del planeta ≤ 10 masses terrestres, o el planeta està orbitant dins de la zona habitable optimista). Tingueu en compte que això no garanteix l'habitabilitat, i que * representa un planeta o un candidat planetari sense confirmar
| Objecte       | Estrella      | Tipus d'estrella | Massa (M⊕)       | Radi (R⊕)       | Flux (F⊕) | Teq (K)            | Període (dies)    | Distància (al) | Ref          |
| ------------- | ------------- | ---------------- | ---------------- | --------------- | --------- | ------------------ | ----------------- | -------------- | ------------ |
| Kepler-438b   | Kepler-438    | M?V              | 4.0 – 1.3 – 0.6  | 1.1             | 1.38      | 276                | 35.2              | 473            | [ 8 ]        |
| Kepler-296e   | Kepler-296    | M?V              | 12.5 – 3.3 – 1.4 | 1.5             | 1.22      | 337.0±17.5         | 34.1              | 737            | [ 8 ] [ 17 ] |
| Kepler-62e    | Kepler-62     | K2V              | 18.7 – 4.5 – 1.9 | 1.6             | 1.10      | 270±15             | 122.4             | 1200           | [ 8 ] [ 18 ] |
| Gliese 832 c  | Gliese 832    | M2V              | ≥ 5.4            | 1.2 – 1.7 – 2.2 | 1.00      | 253; 233–280       | 35.7              | 16             | [ 8 ]        |
| K2-3d         | K2-3          | M?V              | 11.1             | 1.5             | 1.46      | 300                | 44.6              | 137            | [ 8 ] [ 19 ] |
| Kepler-1544b  | Kepler-1544   | K?V              | 31.7 - 6.6 - 2.6 | 1.8             | 0.90      | 248                | 168.8             | 1138           | [ 8 ]        |
| Kepler-283c   | Kepler-283    | K?V              | 35.3 – 7.0 – 2.8 | 1.8             | 0.90      | 248                | 92.7              | 1741           | [ 8 ]        |
| Tau Ceti e    | Tau Ceti      | G8.5V            | ≥ 4.3            | 1.1 – 1.6 – 2.0 | 1.51      | 282                | 168.1             | 12             | [ 8 ]        |
| Gliese 180 c  | Gliese 180    | M2V              | ≥ 6.4            | 1.3 – 1.8 – 2.3 | 0.79      | 239                | 24.3              | 38             | [ 8 ]        |
| Kepler-440b   | Kepler-440    | K?V              | 41.2 – 7.7 – 3.1 | 1.9             | 1.43      | 273                | 101.1             | 851            | [ 8 ]        |
| Gliese 180 b  | Gliese 180    | M2V              | ≥ 8.3            | 1.3 – 1.9 – 2.4 | 1.23      | 268                | 17.4              | 38             | [ 8 ]        |
| HD 40307 g    | HD 40307      | K2.5V            | ≥ 7.1            | 1.3 – 1.8 – 2.3 | 0.68      | 227                | 197.8             | 42             | [ 8 ]        |
| Gliese 163 c  | Gliese 163    | M3.5V            | ≥ 7.3            | 1.3 – 1.8 – 2.3 | 0.66      | 230; 277           | 25.6              | 49             | [ 8 ]        |
| K2-18b        | K2-18         | M?V              | ? – 16.5 – 6.0   | 2.2             | 0.94      | 272±15             | 32.9              | 111            | [ 8 ] [ 20 ] |
| Kepler-61b    | Kepler-61     | K7V              | ? – 13.8 – 5.2   | 2.2             | 1.27      | 258, 273±13        | 59.9              | 1063           | [ 8 ] [ 21 ] |
| Kepler-443b   | Kepler-443    | K?V              | ? – 19.5 – 7.0   | 2.3             | 0.89      | 247                | 177.7             | 2540           | [ 8 ]        |
| Kepler-22b    | Kepler-22     | G5V              | ? – 20.4 – 7.2   | 2.04; 2.4       | 1.11      | 262                | 289.9             | 619            | [ 8 ] [ 22 ] |
| Gliese 422 b  | Gliese 422    | M3.5V            | ≥ 9.9            | 1.4 – 2.0 – 2.6 | 0.68      | 231                | 26.2              | 41             | [ 8 ]        |
| K2-9b         | K2-9          | M?V              | ? – 16.8 – 6.1   | 2.2             | 1.38      | 284±14, 314+67 −64 | 18.4              | 359            | [ 8 ] [ 23 ] |
| Gliese 3293 c | Gliese 3293   | M2.5V            | ≥ 8.6            | 1.4 – 1.9 – 2.5 | 0.60      | 223                | 48.1              | 59             | [ 8 ]        |
| Kepler-298d   | Kepler-298    | K?V              | ? – 26.8 – 9.1   | 2.5             | 1.29      | 271                | 77.5              | 1545           | [ 8 ]        |
| Kepler-174d   | Kepler-174    | K?V              | ? – 14.8 – 5.5   | 2.2             | 0.43      | 206                | 247.4             | 1174           | [ 8 ]        |
| Kepler-296f   | Kepler-296    | M?V              | 28.7 – 6.1 – 2.5 | 1.8             | 0.34      | 198, 274.0±15.0    | 63.3              | 737            | [ 8 ] [ 24 ] |
| Gliese 682 c  | Gliese 682    | M3.5V            | ≥ 8.7            | 1.4 – 1.9 – 2.5 | 0.37      | 198                | 57.3              | 17             | [ 8 ]        |
| KOI-4427 b*   | KOI-4427      | M?V              | 38.5 – 7.4 – 3.0 | 1.8             | 0.24      | 179                | 147.7             | 782            | [ 8 ]        |
| Kepler-1090b  | Kepler-1090   | G?V              | ? – 16.8 – 6.1   | 2.3             | 1.20      | 267                | 198.7             | 2289           | [ 8 ]        |
| Ross 128 b    | Ross 128      | M4V              | ≥1.5             | ~1.1            | 1.38      | 280                | 9.8658 (± 0.0070) | 11.03          | [ 25 ]       |
| HD 20794 e    | 82 G. Eridani | G8V              | 4,77+0,96 −0,86  |                 |           |                    | 331.41            | 20             | [ 26 ]       |
| Gliese 625 b  | Gliese 625    | M2V              | 2.82±0.51        |                 |           |                    | 14.628            | 21.3           | [ 27 ]       |
| HD 219134 g*  | HD 219134     | K3V              | >10.81           | 1.5 - 2.4 - 3.0 | ?         | 298                | 94.2              | 21.35          | [ 28 ]       |

## Candidats anteriors
HD 85512 b inicialment es va estimar que era potencialment habitable, però els models actualitzats per als límits de la zona habitable van col·locar el planeta interior a la zona d'habitabilitat, i ara es considera no habitable. Kepler-69c ha passat per un procés similar; tot i que inicialment es va estimar que era potencialment habitable, es va adonar ràpidament que el planeta és més probable que sigui similar a Venus, i que, per tant, ja no es considera habitable.
De manera similar, Tau Ceti f es va considerar inicialment potencialment habitable, però el model millorat de la zona habitable circumestel·lar col·loca dins la planeta exterior als límits externs d'habitabilitat, de manera que ara es considera inhabitable.
El KOI-1686.01 també es va considerar un exoplaneta potencialment habitable després de la seva detecció el 2011, fins que es va demostrar un fals positiu per part de la NASA l'any 2015.

## Galeria
| Exoplanetes notables – Telescopi Espacial Kepler | Exoplanetes notables – Telescopi Espacial Kepler                                                                  | Exoplanetes notables – Telescopi Espacial Kepler |
| --- | --- | ------------------------------------------------ |
| Confirmats petits exoplanetes en les zones d'habitabilitat. (Kepler-62e, Kepler-62f, Kepler-186f, Kepler-296e, Kepler-296f, Kepler-438b, Kepler-440b, Kepler-442b) (Telescopi Espacial Kepler; 6 de gener de 2015). | Comparació dels planetes petits trobats per Kepler en la Zona d'habitabilitat de les seves estrelles amfitriones. |                                                  |

|  |